# Straßenbahn Daugavpils
Die Straßenbahn Daugavpils ist das Straßenbahnnetz in der ostlettischen Stadt Daugavpils, das von der Daugavpils satiksme (Verkehr Daugavpils) betrieben wird.
Die erste Linie wurde am 5. November 1946 in der russischen Breitspur eröffnet. Eine Besonderheit sind die bei der Bahn verwendeten Stangenstromabnehmer. 1950 folgte die zweite Strecke durch die Stadt. Diese wurde 1951 und 1958 verlängert. Weitere Verlängerungen folgten 1965 und 1990, so dass heute insgesamt 27 Kilometer Gleisnetz vorhanden sind. Heute verkehren drei Straßenbahnlinien in Daugavpils. Der Betrieb wird gut instand gehalten und in den letzten Jahren ging eine Streckenerweiterung in Betrieb. Außerdem sind Pläne für eine Modernisierung des Fahrzeugparks aufgestellt worden. Die Straßenbahn Daugavpils zählt zu den wenigen weltweit noch vorhandenen Betrieben, die mit Stangenstromabnehmern fahren.

## Geschichte
Die Idee, ein öffentliches Verkehrsmittel in Dünaburg (damaliger Name von Daugavpils) einzuführen, reifte gegen Ende des 19. Jahrhunderts. 1893 hatte Dünaburg 70.000 Einwohner und besaß 38 Fabriken. 1895 begann die Stadt Verhandlungen zum Bau einer Straßenbahnstrecke. 1910 und 1912 waren konkrete Projekte geplant. Zunächst wurden die Projekte aus Geldmangel nicht verwirklicht, dann wegen des Ersten Weltkriegs, des Lettischen Unabhängigkeitskriegs und den daraus folgenden Verwüstungen.
Erst im Mai 1946 fiel die endgültige Entscheidung zum Bau der Straßenbahn. Die Bauarbeiten begannen am 11. Juni 1946. Die Bauarbeiten für die erste eingleisige Straßenbahnstrecke Gerberei ↔ Bahnhof dauerten 123 Tage. Zuerst verkehrten auf dieser Strecke vier Straßenbahnwagen vom Typ Phoenix aus dem Jahr 1901. 1947 wurde die zweite Phase des Projekts genehmigt: eine Strecke von 3,5 km Länge von der Sarkanarmiasstraße (heute: 18.-November-Straße) zur alten Vorstadt. 1949 führte eine Zweigstrecke vom zentralen Markt zur Zitadelle, in der seit dem 23. Februar 1948 eine Militärakademie bestand.
Die nächste Strecke wurde 1962 gebaut, als die Gleise von der Gerberei zur Chemiefaser-Fabrik verlängert wurden. Mitte der 1970er Jahre war die Hauptroute Bahnhof ↔ Chemiefaser-Fabrik vollständig zweigleisig ausgebaut.
1987 gab es vier Linien. Im August–September wurden die Linien 3 Bahnhof ↔ Stropi und 4 Chemiefaser-Fabrik ↔ Zitadelle zur neuen Linie 3 Zitadelle ↔ Stropi durchgebunden.
Am 5. Februar 2020 wurde ein neuer Streckenabschnitt der Linie 3 nach Stropi über das Regionalkrankenhaus in Betrieb genommen. Diese 2,1 Kilometer lange eingleisige Neubaustrecke mit zwei neuen Haltestellen ersetzt die bisherige gerade Strecke durch unbebautes Gebiet.
Am 25. Januar 2024 wurde eine eingleisige Verbindungsstrecke zwischen den bisherigen Endstellen Butļerova iela und Stropu ezers eröffnet, welche von den Linien 3 sowie der an dem Tag neu eröffneten Linie 5 befahren wird.

## Fahrzeugpark

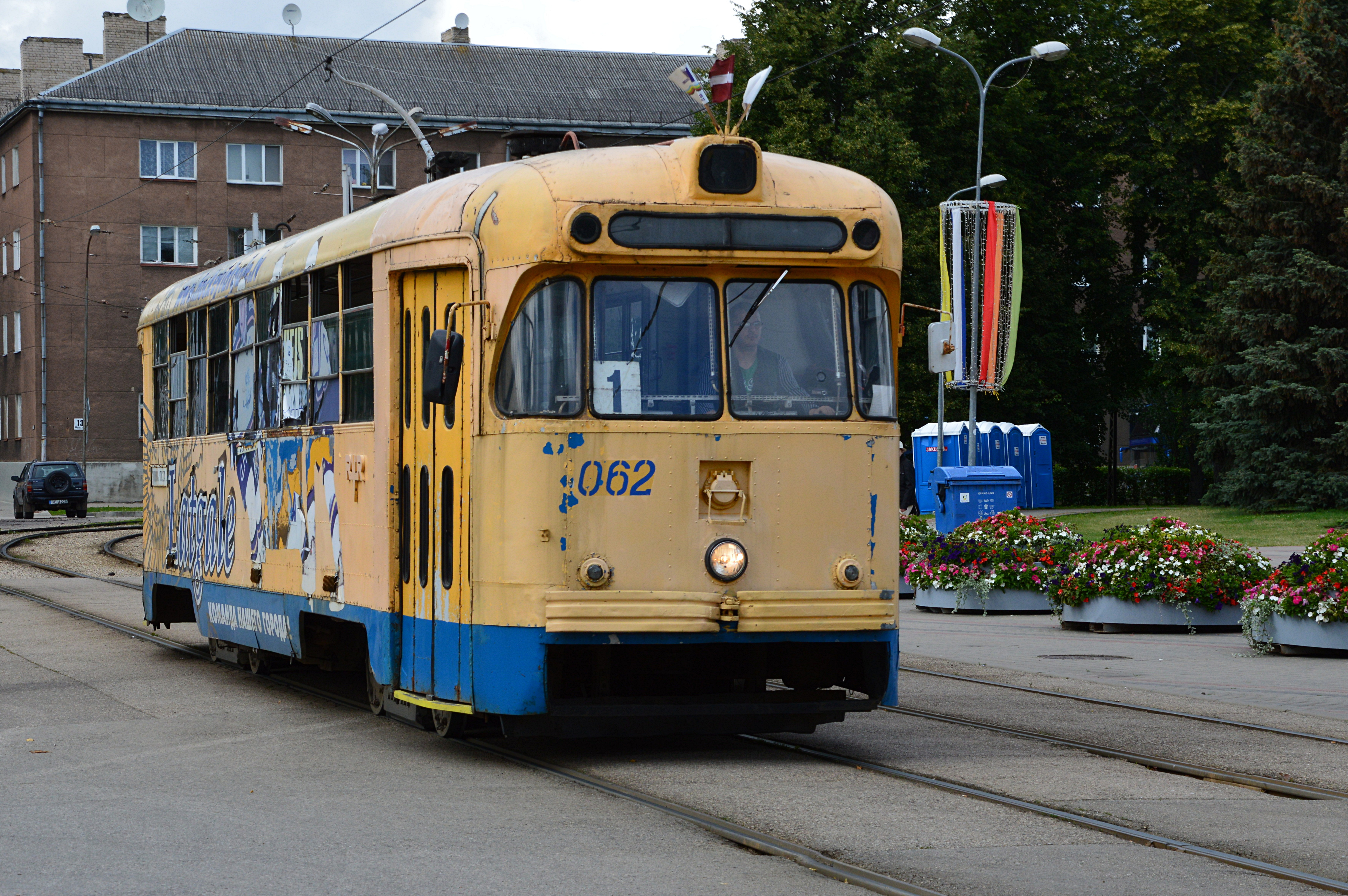
Wagen 062 des Typs RVR-6 auf der Linie 1 in Daugavpils (2014)

Die Straßenbahn Daugavpils besitzt 44 Triebwagen: 20 Bahnen der Waggonbaufabrik Riga vom Typ RVR-6, von der Ust-Katawer Waggonbaufabrik zwölf Bahnen des Typs KTM-5 und eine Bahn des Typs KTM-8, und elf Straßenbahnen des Typs Tatra T3D des tschechoslowakischen Herstellers ČKD Tatra, die gebraucht von der Straßenbahn Schwerin übernommen wurden.

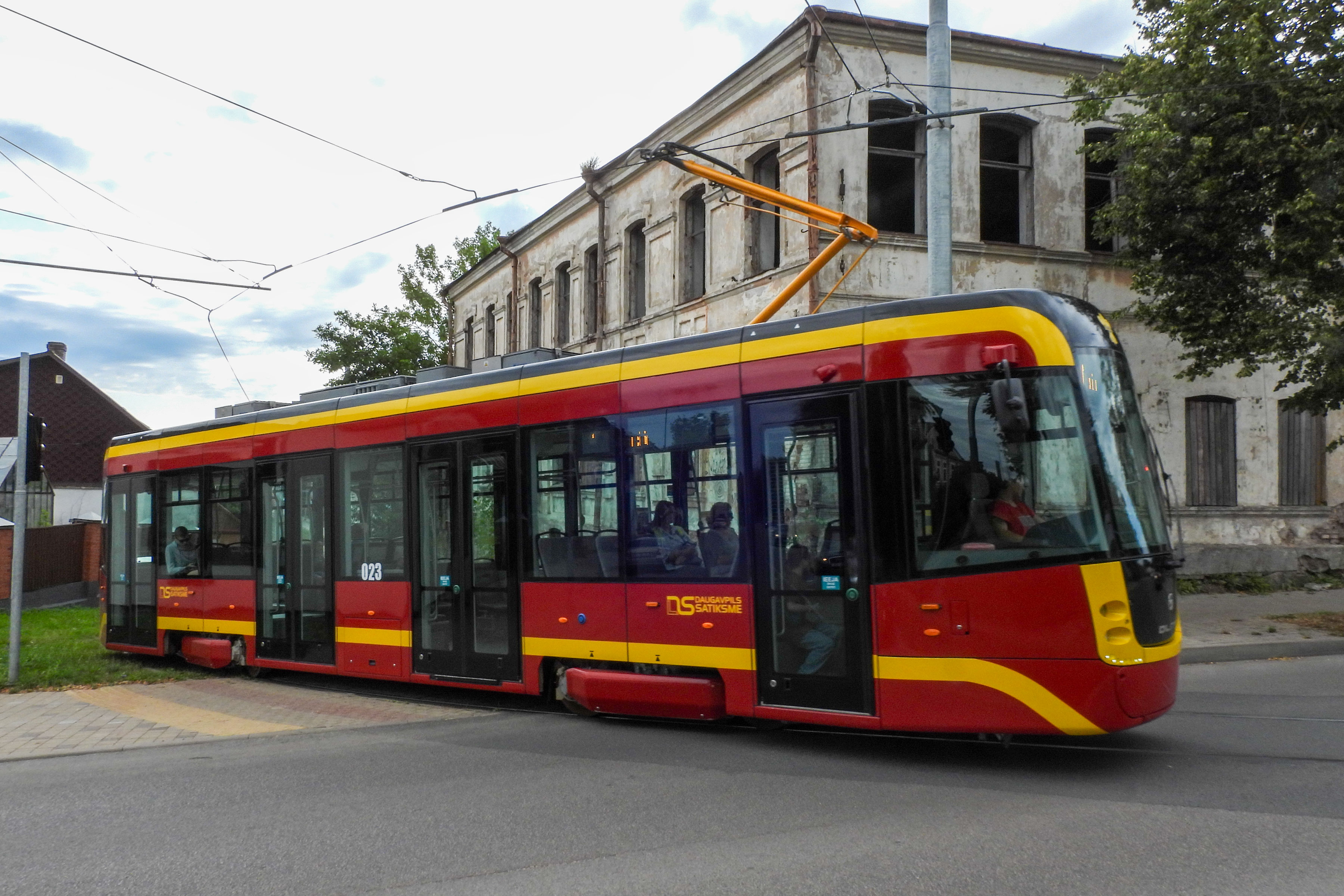
EVO1 Straßenbahn 023 nahe der Haltestelle Stacija

Außerdem existieren drei Dienstwagen, davon ein Schneepflug.
Im Jahr 2011 begannen die Planungen zur Sanierung der Infrastruktur, um 12 neue Niederflurfahrzeuge kaufen zu können. Im Dezember 2018 wurde ein Vertrag zwischen Daugavpils Satiksme und UAB Railvec zur Lieferung von 8 Niederflurfahrzeugen unterzeichnet. Die Fahrzeuge vom Typ 71-911 „City Star“ wurden im Auftrag von UAB Railvec von PC Transport Systems, einem Tochterunternehmen der Transmashholding, in Twer hergestellt und werden seit 2020 eingesetzt.
Im Jahr 2022 wurden vier Niederflurfahrzeuge vom Typ Pragoimex EVO1 bestellt, welche im Daugavpils Lokomotiv-Reparaturwerk gebaut und im Oktober 2023 ausgeliefert wurden. Die 15 Meter langen Großraumwagen werden seit Dezember 2023 eingesetzt.

## Linien
- Linie 1: Bahnhof (lett.: Stacija) ↔ Butlerow-Straße (lett.: Butļerova iela)
Sie wurde 1946 eröffnet. Ursprünglich verband sie die Gerberei (heute: Saules veikals) mit dem Bahnhof. In den frühen 1960er Jahren wurde im Zusammenhang mit dem Bau der Chemiefaser-Fabrik und der dazugehörigen Siedlung beschlossen, die Strecke bis zur Butlerow-Straße zu verlängern. 1962 wurde diese Verlängerung um 2,2 km mit dem Betriebshof an der Endstelle in Betrieb genommen. Mitte der 1970er Jahre war diese Linie vollständig zweigleisig ausgebaut.
- Linie 2: Butlerow-Straße (lett.: Butļerova iela) ↔ Brotfabrik (lett.: Maizes kombināts)
Diese Linie wurde 1947 als zweite Straßenbahnlinie der Stadt eröffnet. Von der Linie 1 aus bedient sie einen Abzweig von 2,7 km Länge zur Alten Vorstadt (lett.: Forštadte) (Getreidemühle „Dinella“). In der Zukunft soll sie um 1,9 km zur Neuen Vorstadt verlängert werden.
- Linie 3: Zitadelle (lett.: Cietoksnis) → Butlerow-Straße (lett.: Butļerova iela) → Stropi-See (lett.: Stropu ezers) → Zitadelle (lett.: Cietoksnis)
Diese Linie wurde 1949 eröffnet und verband auf einer Länge von 1,3 km die Zitadelle mit dem zentralen Markt (lett.: Tirgus). Sie wurde später mit der Hauptstrecke verbunden. 1959 wurde der Abzweig zur Waldbühne Stropi (lett.: Stropu estrāde) in Betrieb genommen. 1960 wurde sie bis zum Stropi-See (lett.: Stropu ezers) verlängert. Von der Gerberei an ist die Linie eingleisig mit zwei Ausweichen am Friedhof (lett.: Komunāle kapi) und an der Waldbühne. Deshalb kann sie nicht in einem reinen 30-Minuten-Takt befahren werden. Im Februar 2020 wurde eine neue Strecke zur Anbindung des Krankenhauses eröffnet. Seitdem wird die direkte Strecke durch den Wald nicht mehr bedient. Seit dem 25. Januar 2024 wird der Abschnitt von Valkas iela über Butļerova iela und Stropu ezers nach Valkas iela entgegen den Uhrzeigersinn befahren und der Fahrplan auf einen 56-Minuten-Takt umgestellt.
- Linie 4: Brotfabrik (lett.: Maizes kombināts) ↔ Bahnhof (lett.: Stacija)
Diese Linie wurde 2022 eröffnet und verbindet auf einer Länge von 6,4 km die Brotfabrik mit dem Bahnhof.
- Linie 5: Zitadelle (lett.: Cietoksnis) → Stropi-See (lett.: Stropu ezers) → Butlerow-Straße (lett.: Butļerova iela) → Zitadelle (lett.: Cietoksnis)
Diese Linie wurde 2024 eröffnet und führt von der Haltestelle Cietoksnis aus nach Valkas iela, ab wo die Linie im Uhrzeigersinn nach Butļerova iela und ab dort im Uhrzeigersinn über Stropu ezers wieder nach Valkas iela und ab dort wieder zurück nach Cietoksnis verläuft. Auf der Linie wird ein 56-Minuten-Takt gefahren, welcher sich auf dem Abschnitt zwischen Cietoksnis und Valkas iela gemeinsam mit der Linie 3 in einen 28-Minuten-Takt überlappt.

| Linie | Eröffnung | Inbetriebnahme von Verlängerungen | Linienweg                                               | Takt   | Halte | Länge   | Fahrzeit |
| ----- | --------- | --------------------------------- | ------------------------------------------------------- | ------ | ----- | ------- | -------- |
| 1     | 1946      | 1962                              | Butļerova iela – Stacija                                | 10 min | 19    | 6,8 km  | 28 min   |
| 2     | 1947      |                                   | Butļerova iela – Maizes kombināts                       | 30 min | 16    | 5,7 km  | 23 min   |
| 3     | 1949      | 1959, 1960, 2020, 2024            | Cietoksnis – Stropu ezers – Butļerova iela – Cietoksnis | 56 min | 29    | 13,7 km | 74 min   |
| 4     | 2022      |                                   | Maizes kombināts – Stacija                              | 60 min | 16    | 6,4 km  | 25 min   |
| 5     | 2024      |                                   | Cietoksnis – Butļerova iela – Stropu ezers – Cietoksnis | 56 min | 29    | 13,7 km | 74 min   |